# Морски лептир
Морски лептири, научни назив Thecosomata (thecosomes,  "кућиште/тело шкољке"), таксономски су подред малих пелагичних пливајућих морских пужева. То су холопланктонски опистобрански гастроподи мекушци у неформалној групи Opisthobranchia. Укључују неке од најбројнијих врста гастропода на свету.
Заједно са својом сестринском групом, Gymnosomata, ова група је укључена у птероподе. Ваљаност ове кладе није једногласно утврђена; недавни молекуларни докази указују на то да би таксон требало да поново да се уведе. Већина Thecosomata има калцификовану љуску, док зреле Gymnosomata немају.

## Морфологија
Ови пужеви слободно плутају и пливају у води, а носе се заједно са струјама. То је довело до бројних прилагођавања у њиховим телима. Љуска и шкрге су нестали у неколико породица. Њихово стопало попримило је облик два криласта режња или параподије, који спорим покретима махања покрећу животињу кроз море. Тешко их је уочити, јер је љуска (када је присутна) углавном безбојна, врло крхка и обично мања од 1 cm дужине. Иако је њихова љуска можда толико фина да је провидна, ипак је кречњачка; њихове љуске су обострано симетричне и могу се веома разликовати по облику: намотане, игласте, троугласте, глобулозне.
Љуска је присутна у свим фазама животног циклуса Cavolinioidea (euthecosomata), док код Cymbulioidea (pseudothecosomata), одрасле Peraclididae носе љуске, Cymbuliidae одбацују љуске ларви и развијају хрскавичаву псеудошкољку у одраслој доби, а одраслим  Desmopteridaen недостаје чврста структура.

## Понашање
Thecosomata имају параподије сличне крилима да би "летели" кроз воду.   Они су холопланктонски; то јест, они проводе цео свој живот у планктонском облику, уместо да буду само планктонски током ларвалне фазе, као што је чешћи случај у многим морским гастроподима, чије су величине ларве део меропланктона.
Мало се зна о понашању морских лептира, али познато је да имају посебан начин храњења. С времена на време, они само плутају, окренути вентралном страном ка горе, са струјама. Углавном се пасивно хранепланктонима, али понекад могу бити и активни. Они су углавном биљоједи, хране се кроз слузну мрежу која може бити и до 5 cm ширине, много пута већа од њих самих. Ако их узнемире, напуштају мрежу и полако се одмичу. Приликом спуштања у дубљу воду држе крила подигнута. Понекад се роје у великом броју и могу се наћи испрани у наносима, посебно дуж обале источне Аустралије.

## Дистрибуција
Морски лептири су најчешћи (у погледу разноликости, богатства врста и обиља) у првих 25 м океана и постају ређи на већим дубинама. Мигрирају вертикално из дана у ноћ, па се структура заједнице мења током 24-часовног циклуса; током дана многи се организми склањају на дубине воде веће од 100 м. Они се могу наћи од тропских предела до полова.
Сваког дана, вертикално мигрирају у воденом ступцу, пратећи свој планктонски плен. Ноћу лове на површини и ујутру се враћају у дубљу воду.

## Фосилни запис
Ово је, геолошки гледано, прилично млада група, која је еволуирала из касног палеоцена у ери кенозоика.
Група је представљена у фосилним записима из љуштура оних група унутар кладе које су минерализоване.  Ове љуске значајно доприносе карбонатном циклусу, чинећи чак 12% глобалног тока карбоната. Међутим, ниска стабилност њихових арагонитских љуски значи да се мало њих сачува у седиментима, који су у плићим водама тропских океана.

## Значај у ланцу исхране
Ова створења, од величине сочива до поморанџе, једу разне морске врсте, укључујући велики број риба које заузврат конзумирају пингвини и поларни медведи. Морски лептири чине једини извор хране својих рођака, Gymnosomata. Конзумирају их и морске птице, китови и комерцијално важне рибе. Међутим, рибе могу добити „црна црева“, што их чини нејестивим ако морске лептире конзумирају у великим количинама.